# Moulin de Momalle
L'ancien moulin à vent de Momalle est un site classé de la section de Momalle faisant partie de la commune de Remicourt en Belgique (province de liège).

## Localisation
Le moulin à vent se situe sur un plateau cultivé (altitude de 150 m) à l'est du village hesbignon de Momalle, au bout d'une impasse privée se détachant vers le nord de la rue Haut Vinâve, au no 72. Ce moulin est visible à plusieurs kilomètres. La chapelle Notre-Dame de l'Arbre, autre bien classé, se trouve à environ 175 m à vol d'oiseau en direction de Momalle.

## Historique
Au XVIIe siècle, Nicolas Lekeux exploitait à cet endroit un moulin à vent construit en bois. Sur la carte Ferraris de 1777, l'édifice est nommé Moulin de Moumal. En 1850, un de ses descendants, Noël Lekeux, fait bâtir un nouveau moulin en brique. L'ancienne entrée placée au nord est surmontée d'une dalle portant l'inscription : "LEKEUX-STREEL/1850", gravée en creux. Dans la seconde moitié du XIXe siècle, le moulin devient la propriété de la famille Dethier qui conserve ce bien jusqu'en 1993. Le moulin est en activité jusqu'en 1937. Après la Seconde Guerre mondiale, il est abandonné et ses ailes démantelées. En 1993, les architectes Jean-Pierre Gavray et Béatrice Gérard rachètent le moulin à Juliette Dethier et entreprennent plusieurs aménagements comme la pose d'une toiture de verre et d'acier inoxydable. En 2013, de nouveaux propriétaires s'en servent comme lieu d'habitation.

## Description
Ce moulin dépourvu d'ailes est constitué de cinq niveaux (quatre étages) en brique d'une hauteur approximative de 15 m. Le rez-de-chaussée est enfoui dans une butte en terre plus large qui permettait l'entrée et la sortie des charrettes. La maçonnerie a un diamètre de 7,60 m à la base et de 5 m au sommet. Le mur à la base a une épaisseur de 1,05 m. Les baies cintrées possèdent des encadrements rectangulaires en pierre calcaire et quatre oculi sont inscrits dans un encadrement carré en calcaire au dernier niveau.

## Classement
Le moulin à vent, rue Haut Vinâve, n°72 et alentours sont repris sur la liste du patrimoine immobilier classé de Remicourt depuis le 2 février 1983
. Le moulin est une propriété privée et ne se visite pas.

### Sources et liens externes
- Inventaire du patrimoine
- Momalle et son histoire
- (nl) Molenechos.org